# Монеты Олдерни
Фунт Олдерни (англ. Alderney pound) — денежные знаки острова Олдерни, входящего в состав бейливика Гернси.

## Описание денежных знаков
В соответствии с Законом о правительстве Олдерни остров имеет право выпуска денежных знаков, номинированных в той же денежной единице (валюте), что и денежные знаки Великобритании (фунты стерлингов).
Выпуск монет начат в 1989 году. Чеканятся монеты из медно-никелевого сплава, а также серебряные и золотые монеты.
Монеты Олдерни выпускаются только как коллекционные монеты и в обращении фактически не используются.
Очень редкая банкнота в один фунт была выпущена в 1810 году Коммерческим банком Олдерни. Она была внесена в «Стандартный каталог бумажных денег мира» с описанием: «S181. 1 pound. 26.12.1810. Black. Arms at left».